# Angel R. Cabada
Angel R. Cabada är en kommun i Mexiko.   Den ligger i delstaten Veracruz, i den sydöstra delen av landet, 400 km öster om huvudstaden Mexico City. Arean är 498 kvadratkilometer.
Terrängen i Angel R. Cabada är varierad.
Följande samhällen finns i Angel R. Cabada:
- Angel R. Cabadas
- San Juan de los Reyes
- El Porvenir
- La Florida
- Paso del Ingenio
- Panatlán
- La Providencia
- Brazo de la Palma
- Plan de los Naranjos
- El Paraíso
- Laguna Colorada
- Ixhuapan
- El Saltillo Caracolar
- Arroyo Grande de Arriba
- Puerta Negra
- Chimalpay
- La Esperanza
- Tulapilla
- La Mulata
- Cerro Prieto
- El Trópico
- Laguna del Marquez
- El Pital
- Los Planes